# Sophia Hocini
Sophia Hocini, née le 9 juin 1988, est une gymnaste artistique algérienne.

## Biographie
Sophia Hocini remporte aux Championnats d'Afrique de gymnastique artistique 2006 la médaille d'argent par équipes.
Elle étudie à l'Université de Californie à Berkeley à la fin des années 2000.